# 国際スポーツ科学・体育協議会
国際スポーツ科学・体育協議会（こくさいスポーツかがく・たいいくきょうぎかい, 英:International Council of Sport Science and Physical Education, 略称:ICSSPE）は身体活動やレクリエーション・スポーツの科学的研究を促進するために設立された国際機関である。1958年、パリにおいて国際スポーツ・体育協議会 (ICSPE) として発足した。1982年に現名称となった。